# Третя македонська війна
Третя македонська війна — війна між Римом і царем Македонії Персеєм, що відбувалась в 171 — 168 роках до н. е. Після смерті Філіппа V (179) його син Персей почав готуватися до війни з Римом. Він подавив протидію македонській знаті, укріпив економіку країни, створив 40-тисячну армію і встановив зв'язки з ворожими Риму країнами (зокрема з Карфагеном). Римський сенат звинуватив Персея в порушенні колишніх договорів та проголосив війну Македонії. 30-тисячна римська армія висадилася в Греції. Спочатку військову перевагу отримувала Македонія перемагаючи Рим у невеликих сутичках та знищуючи розділені частини римської армії. На військовій арені перемагала Македонія, на дипломатичній — Римська республіка. Проте завдяки дипломатії Рим фактично ізолював Македонію. Персей вимагав миру, римляни скористались цим, і відновили армію. В 168 в командування римськими військами у Фессалії вступив консул Луцій Емілій Павел, який 22 червня 168 в при Підні розгромив македонські війська. Персей втік, а потім потрапив в полон. Римська армія окупувала і розграбувала Македонію. Римський сенат скасував царську владу і розділив країну на 4 округи, позбавлених політичних і економічних зв'язків між собою.

## Причини та початок війни
Після перемоги над Антіохом у Сирійській війні вплив Риму в Греції ще більш посилився. Римляни все більше втручалися в справи грецьких полісів, перебравши на себе роль судді у дрібних спорах різних держав. Але водночас росла незадоволеність мас проримськими панівними колами. Про це свідчить, наприклад, поява навіть усередині такого лояльного, з погляду самих римлян, союзу, як Ахайський, опозиційної партії, яка виступала в захист прав союзу, що забезпечували йому деяку незалежність у внутрішніх справах. Подібні настрої в Греції починають вселяти римлянам тривогу, тим більше що Македонія вже оправилася від поразки й цар Філіпп знов почав розширювати свої володіння і зміцнюватися на фракійському узбережжі.
Тому Рим знов почав дипломатичну підготовку до війни з Македонією. Римський сенат широко відчинив двері для скарг на Філіппа, розпалював інтриги усередині царської сім'ї, пред'являв Філіппу один ультиматум за іншим, розсилав посольства в міста Греції та Малої Азії для зміцнення проримських угрупувань.
Своєю чергою і Македонія готувалася до нового зіткнення з Римом, неминучість якого Філіпп, схоже, виразно усвідомлював. Після смерті Філіппа у 179 році до н. е. цю підготовку продовжував вести його син Персей. Щоб отримати підтримку мас усередині Македонії та в грецьких полісах, він оголосив амністію всім вигнанцям і касацію державних боргів. Одночасно Персей шукав союзників серед держав еллінізму і вів переговори з Карфагеном. Він не тільки не зазнавав впливу Рима, але й почав організувати анти-римський союз. Персей добре налагодив господарство Македонії й мав такі великі багатства, що міг собі найняти цілі полки з варварських войовничих племен.
Проте, не зважаючи на антиримські настрої демосу в більшості грецьких держав, до моменту війни з Римом (171 р.) Македонія виявилася майже ізольованою. Панівні кола грецьких полісів або прилучилися до римлян, або залишилися нейтральними, маючи страх, з одного боку, перед римлянами, з іншого — перед власним народом. Загальна політична обстава в Середземномор'ї також була несприятливою для Македонії. Держава Селевкідів, значно ослаблена попереднім зіткненням з Римом, воліла замість нової війни з римлянами покращитити своє положення коштом сусідів, насамперед — Єгипту. Єгипет, що роздирався династичною боротьбою, сам виявився об'єктом агресії. Решта держав еллінізму або дотримувалася проримської орієнтації, або не наважувалася виступити проти Риму.
У 171 році до н. е. римський сенат звинуватив Персея в порушенні колишніх договорів та проголосив війну Македонії.

## Хід війни
30-тисячна римська армія висадилася в Греції. Військові дії на початку третьої Македонської війни розвивалися сприятливо для Македонії: до неї приєдналися царі Іллірії та Епір. Римські війська у дрібніших зустрічах зазнали поразок, також сили Македонії отримали перемогу в Битва при Калінніці та в битві яка точно не встановлена але описана Полібієм, де римляни зазнали втрат біля 8000 військових. Але римлянам вдалося демагогією, погрозами та репресіями утримати в покорі всі грецькі поліси. Ця обставина змусила Персея вступити в мирні переговори. Римляни, відчуваючи перевагу сил на своїй стороні, пред'явили неприйнятну для Персея вимогу повної капітуляції Македонії. Тому військові дії продовжувалися.
Аж у третьому році війни консул Луцій Емілій Павел опанував ситуацію, увійшов у Македонію й під Підною в червні 168 р. сталася єдина велика битва війни.
Римські війська під командуванням Емілія Павла повністю розгромили армію Персея. Македонська фаланга, наїжачина довгими списами (сариссами), ще раз показала тут свою силу. Але маніпули римської піхоти за допомогою кінноти та слонів таки перемогли македонців. Персей втратив цілком голову, кинув свою країну й утік на схід. Пізніше він повернувся і здався римлянам, думаючи, що врятує свою державу. Але Рим не знав милосердя, й Персей мусив прикрашати своєю особою тріумфальний в'їзд Емілія Павла до Рима. По двох роках Персей помер у неволі, тоді як Македонське царство припинило своє існування.

## Наслідки війни
Дарувавши македонянам «свободу», римляни розділили Македонію на чотири ізольовані республіки зі столицями в Пеллі, Фессалоніці, Амфіполісі й Гераклеях. Найгостріше заборонялося тим державам мати які-будь зв'язки між собою. Римляни заборонили покупку нерухомості і навіть шлюби між жителями різних округів. Македонянам заборонялося також розробляти срібні копальні, вивозити ліс, ввозити сіль. Такі ж заходи римляни провели в Ілліріях. Ще жорстокішого розгрому зазнав Епір: понад 150 тис. жителів було продано в рабство, країну було спустошено, багато міст було зруйновано. У Греції римляни знову перекроїли межі полісів, розширивши або зменшивши їх територію залежно від заслуг або провини перед римлянами у війні з Персеєм. У всіх містах прихильники Македонії зазнали переслідувань, частину з них відправили на суд до Риму.
Римляни відчували себе в Греції вже достатньо міцно і відкрито диктували свою волю колишнім союзникам. Значення Етолійського союзу було ними підірвано значно раніше. Беотійський союз вони фактично розпустили перед початком третьої Македонської війни. Ахейський союз, що також виступав проти Рима, зустріла інша кара: 1000 найвизначніших громадян забрано до Рима як заложників; між ними був і Полібій, що вславився як історик Римської держави. Від Ахейського союзу римляни також почали відторгати одне місто за іншим.
Зате з римської ласки скористалися Афіни: дістали кілька островів на Егейському морі, між іншим, острів Аполлона — Делос, що невдовзі й став центром грецької торгівлі.